# Querella de les dones

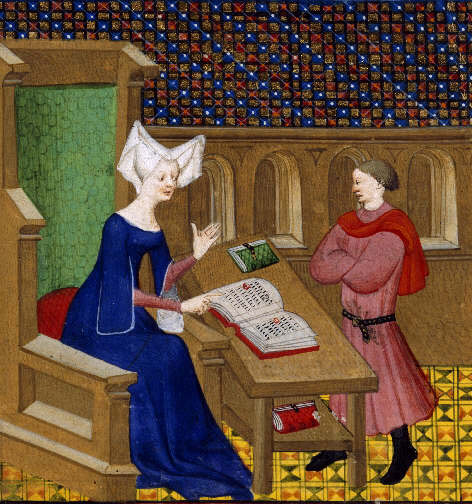
Christine de Pisan i el seu fill. S. XV

La querella de les dones va ser una pràctica política que va néixer a Europa en les darreres dècades del segle XIV i que perdurà fins a la Revolució francesa. Va consistir en un esforç enorme d'homes i dones cultes per posar en paraules les relacions dels sexes i entre els sexes, nascudes de la crisi del feudalisme.

## Definició i abast (1400-1789)[1]
Sovint la querella s'ha definit com un debat literari perquè va ser un debat amb les lletres, amb les paraules. Però no va ser un debat ni escolàstic ni fictici, sinó d'ordre simbòlic: les paraules no foren un passatemps de gent rica ni un instrument per a exercitar-se en els jocs de retòrica. Les paraules de la querella estigueren enganxades a allò real, a la necessitat històrica concreta de significar que la política sexual de l'època estava sofrint un procés de canvi des de la seva arrel a casa: 
- En la relació d'una dona amb un home
- D'una dona amb una altra dona
- D'una mare amb la seva filla o el seu fill
- D'un pare amb el seu fill o filla
- D'una germana amb el seu germà.

Del que més es va debatre va ser del valor (virtus) de les dones i d'allò femení. Els homes misògins el negaren; les dones que intervingueren en el debat i els homes no patriarcals, el reconegueren. L'objectiu del debat era dilucidar si les dones eren intrínsecament inferiors als homes o les seves iguals.

## La Querellaa França[3]
Destaca Christine de Pisan com defensora del drets i de la igualtat de les dones; escriptora intel·ligentment, reprèn la polèmica que s'havia encelat en la Querelle du Roman de la Rose i decideix, recollint idees seves anteriors, fer una obra definitiva que ofereixi a les dones una alternativa a la seva situació. Reivindica una genealogía femenina i entre el desembre de 1404 i l'abril de 1405 crea la seva obra Llibre de la ciutat de les dames una utopia on proposa un d'espai segregat per a les dones que sorgeix com a resposta al tractat misogin de l'època Les lamentacions de Matheole.
La Querella de les Dones va concloure amb la Revolució francesa. Amb ella va canviar a Occident la manera de fer política: la mediació de la paraula fou reemplaçada per l'acció social de masses al carrer i a la fàbrica. Aquest canvi va marcar el punt definitiu de ruptura política entre la societat feudal fundada en la relació i la societat capitalista fundada en la competitivitat.

## La QuerellaaCatalunya[4]iValència[5]
Aquí varen intervenir escriptores com ara Isabel de Villena, Anna Cervató i Àngela de Carlet, i escriptors a favor de les dones com Enrique de Aragón, Pere Torrelles i Joan Roís de Corella.
Isabel de Villena (1430-1490) era filla d'Enrique de Aragón, marquès de Villena, mentre que no es coneix el nom de la seva mare. El seu nom era Elionor Manuel de Villena, que canvià en entrar als quinze anys com a monja clarissa al convent de la Santíssima Trinitat de València i d'on seria elegida abadessa el 1463, amb trenta-dos anys.
Redactà, per a les seves companyes de vida, una extensa i apassionada Vita Christi ('Vida de Crist') i, probablement, altres obres. La Vita Christi intervingué en la querella de les dones en traslladar el protagonisme de Crist a les dones que l'envoltaven, especialment la seva mare Maria de Nazaret (la vertadera protagonista de l'obra) i la seva seguidora i amiga, Maria Magdalena, que se'ns presenta com a enamorada perdudament de Jesucrist. Isabel de Villena va destacar així el valor de les dones i d'allò femení. Aquesta obra, escrita en llengua catalana i publicada el 1497, la llegiren també moltes dones seglars, entre les quals Isabel I de Castella, que va voler que es publiqués per poder-la llegir, i María de Jesús de Ágreda.
Anna Cervató i Àngela de Carlet foren humanistes, nenes prodigis que reberen una gran educació filològica i literària, i que brillaren gràcies al seu saber clàssic i filològic a les corts reals i nobles del Renaixement, on contribuïren a crear opinió feminista.
Les humanistes, amb les seves vides dedicades a l'estudi i a l'escriptura, mostraren de fet el valor de les dones i d'allò femení. Intervingueren també en les tertúlies politico-literàries de les corts femenines de la reialesa, la noblesa o la burgesia, que foren els llocs on va estar més present, que sapiguem, la querella de les dones.
Anna Cervató va néixer al comtat de Cerdanya, i va formar part de la cort de Germana de Foix, reina consort d'Aragó. Només conservem d'ella una carta, datada vers el 1512. D'Àngela de Carlet, filla de la senyora i del senyor de Carlet (València), no sembla tampoc conservar-se cap de les obres que va escriure.
D'algunes de les humanistes es conserven textos escrits en favor de les dones, però no se'n conserven ni d'Anna Cervató ni d'Àngela de Carlet.
Enrique de Aragón, marquès de Villena, va escriure el 1417 el tractat Los doce trabajos de Hércules.
Pere Torrelles, a la segona meitat del segle xv, va escriure el tractat Razonamiento en defensión de las donas.
Joan Roís de Corella va escriure, també a la segona meitat del segle xv, el tractat Triümfo de les dones, subtitulat Escriu una dona, la qual ha nom Veritat, la present letra a les altres dones, mostrant elles ser més perfectes que els hòmens.